# Le Bouchet-Saint-Nicolas
Le Bouchet-Saint-Nicolas ist eine französische Gemeinde mit 271 Einwohnern (Stand 1. Januar 2022) im Département Haute-Loire in der Region Auvergne-Rhône-Alpes (vor 2016 Auvergne). Die Gemeinde gehört zum Arrondissement Le Puy-en-Velay und zum Kanton Velay volcanique. Die Einwohner werden Bouchitois genannt.

## Weblinks

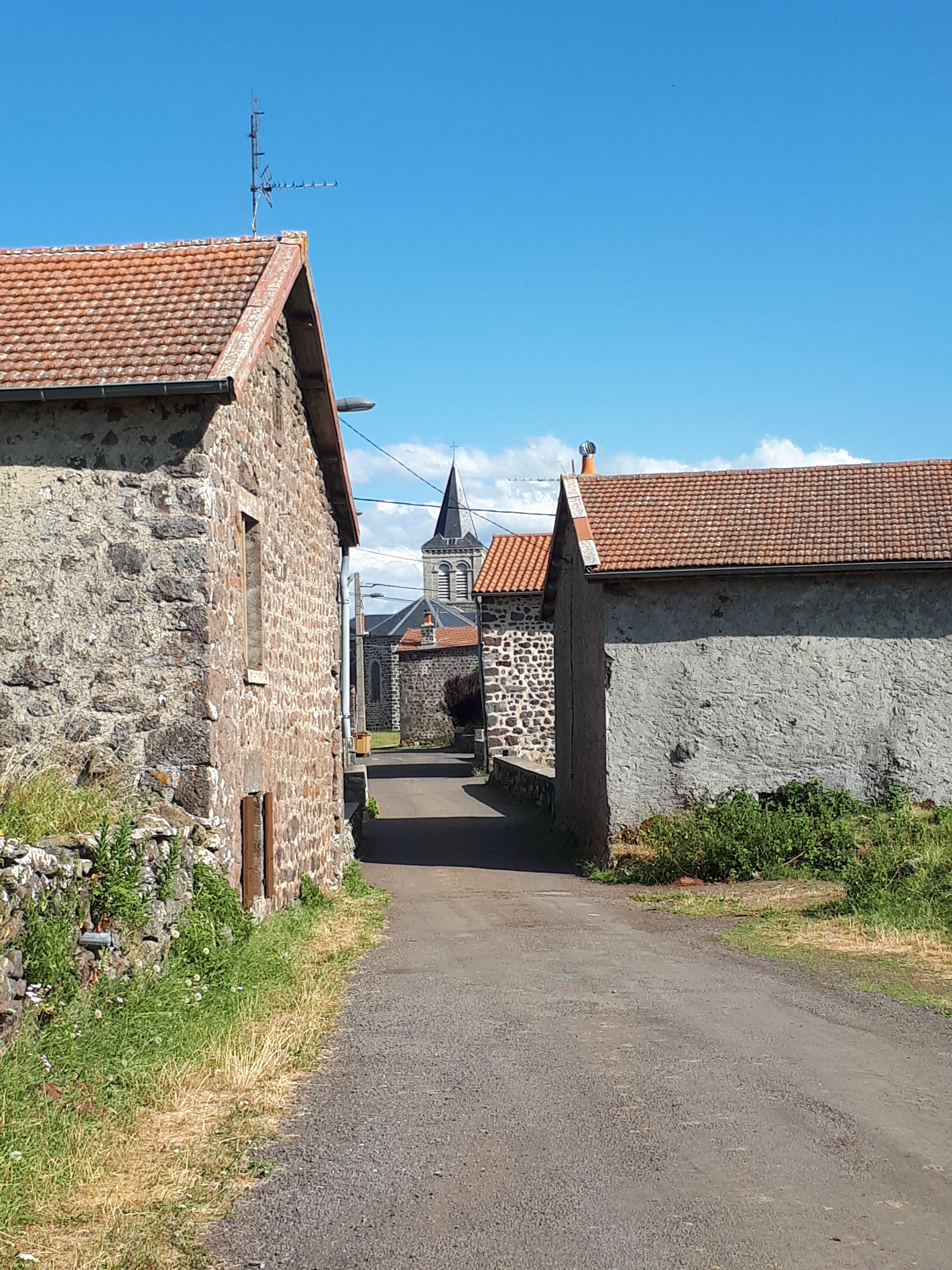
Ortsansicht mit Blick Richtung Kirche

## Geografie
Le Bouchet-Saint-Nicolas liegt etwa 19 Kilometer südsüdwestlich von Le Puy-en-Velay im Zentralmassiv. Umgeben wird Le Bouchet-Saint-Nicolas von den Nachbargemeinden Cayres im Norden und Osten, Landos im Südosten, Saint-Haon im Süden und Westen sowie Ouides im Westen und Nordwesten.

## Bevölkerungsentwicklung
| Jahr                       | 1962 | 1968 | 1975 | 1982 | 1990 | 1999 | 2006 | 2011 | 2017 |
| Einwohner                  | 449  | 427  | 369  | 301  | 246  | 236  | 239  | 250  | 280  |
| Quellen: Cassini und INSEE |      |      |      |      |      |      |      |      |      |

## Sehenswürdigkeiten
- Kirche Saint-Nicolas